# معاملة المثليين في كولومبيا
قد يواجه الأشخاص من المثليين والمثليات ومزدوجي التوجه الجنسي والمتحولين جنسياً (اختصاراً: LGBT) في كولومبيا من بين الأكثر ليبرالية في كل من أمريكا الجنوبية والعالم. أصبح النشاط الجنسي المثلي قانونيًا مع المساواة في السن القانونية للنشاط الجنسي منذ عام 1981. بين شباط/فبراير 2007 ونيسان/أبريل 2008، منحت المحكمة الدستورية ثلاثة أحكام للشركاء المثليين المسجلين نفس المعاش والضمان الاجتماعي وحقوق الملكية التي يحصل عليها الشركاء المغايرين المسجلين. في عام 2011، أصدر الكونغرس قانونًا يحظر التمييز على أساس التوجه الجنسي. في 28 أبريل 2016، أقرت المحكمة الدستورية زواج المثليين.
على الرغم من التطورات الحديثة في حقوق المثليين، إلا أن تقارير التمييز ضد أعضاء مجتمع المثليين لا تزال شائعة. قُتل 109 أشخاص من المثليين في كولومبيا في عام 2017 و 108 في عام 2016، على الرغم من الانخفاض الإجمالي في معدل القتل.

## الدستور والقانون
تنص المادة 13 من الدستور الكولومبي لعام 1991 على أن «الدولة ستوفر الظروف لكي تكون المساواة حقيقية وفعالة، وستتخذ تدابير لصالح الجماعات المهمشة أو التمييز».
تنص المادة 42 من الدستور على أن «الأسرة هي النواة الأساسية للمجتمع. وتتشكل على أساس العلاقات الطبيعية أو القانونية، أو بقرار حر من رجل وامرأة بالتزوج أو عن طريق عزمها المسؤول على الامتثال لها».
كان من بين الإصلاحات القانونية في تسعينات القرن العشرين لتعادل في السن القانونية للنشاط الجنسي في كولومبيا في 14 لكل من العلاقات الجنسية المثلية والعلاقات الجنسية المغايرة. في عام 1998، قضت المحكمة الدستورية بأنه لا يمكن فصل مدرسي المدارس العامة بسبب الكشف عن توجههم الجنسي، ولا يمكن للمدارس الدينية الخاصة منع الطلاب المثليين من التسجيل. في عام 1999، حكمت نفس المحكمة بالإجماع على أن القوات المسلحة لا يمكنها حظر المثليين ومزدوجي التوجه الجنسي من الخدمة، كونها انتهاك الضمانات الدستورية «للألفة الشخصية والأسرية» و «التطور الحر لشخصية الفرد».

## الاعتراف القانوني بالعلاقات المثلية
في 7 فبراير 2007، مددت المحكمة الدستورية الكولومبية حقوق الزواج والميراث بموجب القانون العام لتشمل الشركاء المثليين، نتيجة لإجراء دستوري قدمته مجموعة قانون المصلحة العامة التابعة لجامعة لوس أنديس. لم يتضمن القرار حقوق التقاعد أو الضمان الاجتماعي (التأمين الصحي). في الحكم الثاني الصادر في 5 أكتوبر 2007، مددت المحكمة الدستورية استحقاقات الضمان الاجتماعي (التأمين الصحي) للشركاء المثليين، وتم تمديد حقوق التقاعد في 17 أبريل 2008. مع هذه الأحكام الثلاثة، يتمتع الشركاء المثليون في كولومبيا الآن بالمزايا الرئيسية مثل الشركاء المغايرين بموجب نفس الشروط.
هذه الأحكام الثلاثة الصادرة عن المحكمة الدستورية حلت محل قانون الاتحاد المدني الذي تم رفضه في الكونغرس. في 19 يونيو 2007، هُزم في الكونغرس مشروع قانون لحقوق المثليين، يعامل الشركاء المثليين غير المسجلين مثلهم مثل الشركاء المغايرين. تم تمرير نسخ مختلفة قليلاً من مشروع القانون في كل مجلس من مجلسي السلطة التشريعية، وأشار الرئيس ألبارو أوريبي بيليث إلى أنه سيؤيده. بعد ذلك أقر مشروع قانون توفيقي أحد المجلسين لكنه فشل في الآخير.
هُزم مشروع القانون من قبل كتلة من أعضاء مجلس الشيوخ المحافظين. كان مشروع القانون، الذي أقره الرئيس ألبارو أوريبي بيليث، من شأنه أن يجعل كولومبيا أول دولة في أمريكا اللاتينية تمنح الشركاء المثليين في علاقات طويلة الأمد نفس الحقوق في التأمين الصحي والميراث والضمان الاجتماعي مثل الأزواج المغايرين. ومع ذلك، مع أحكام المحكمة الدستورية، يتمتع الشركاء المثليون اليوم بنفس الحقوق التي منحها مشروع القانون الفاشل لهم.
في يوليو 2011، قضت المحكمة الدستورية في قرار تاريخي، بأن الأزواج المثليين لهم الحق في الزواج في كولومبيا. كان على الكونغرس الكولومبي إنشاء ما يعادل الزواج للأزواج المثليين بحلول 20 يونيو 2013، وإلا فإن الأزواج سيحصلون تلقائيًا على الحق في الذهاب إلى أي قاض أو كاتب العدل لإضفاء الطابع الرسمي على اتحادهم، وفقًا للحكم. نظرًا لفشل الكونغرس الكولومبي في إقرار قانون زواج المثليين، بدأت المحاكم بدلاً من ذلك في الموافقة على الزواج من تلقاء نفسها. عُرضت قضية زواج المثليين مرة أخرى أمام المحكمة الدستورية في عام 2015 بعد أن طلب المفتش العام في البلاد من المحكمة إبطال جميع حالات زواج المثليين التي تمت الموافقة عليها في كولومبيا. عُقدت جلسة استماع في يوليو 2015.
في أبريل 2015، أعلن أنه بمجرد أن يستأنف الكونغرس، ستبدأ المداولات حول اتحاد مدني وتبني للمثليين اقترحه مشروع قانون من السناتور أرماندو بينيديتي.
في مارس 2016، تم تسجيل أول حالة زواج المثليين في الخارج في كولومبيا، وأصدر السجل الوطني مذكرة لجميع الموثقين والمسجلين يأمرها بتسجيل زواج المثليين الذي يتم عقده خارج البلاد. يحق الآن للأزواج المثليين المتزوجين في الخارج الحصول على نفس التأشيرة، ومزايا الرعاية الصحية، والميراث وحقوق المعاشات التقاعدية مثل الأزواج المغايرين بمجرد أخذ شهادة زواج مختومة وأوراق هوية إلى أقرب مكتب معين.
في 7 أبريل 2016، صوتت المحكمة الدستورية في حكم 3 قضاة لصالح مقابل 6 قضاة ضد (3-6) ضد اقتراح ينص على أن الزواج لا ينطبق إلا على رجل واحد وامرأة واحدة. تم الحكم الثاني لصالح زواج المثليين في 28 أبريل في حكم 6 أصوات لصالح ضد 3 أصوات ضد (6-3) من قضاة المحكمة لصالح. يمنح هذا الحكم الأزواج المثليين الحق في الزواج حيث يأمر جميع القضاة وكتاب العدل بمنح تراخيص زواج.
حدثت أول حالة زواج المثليين في البلاد في كالي في 24 مايو 2016.

## التبني وتنظيم الأسرة
في عام 2011، اعترفت المحكمة الدستورية بالشركاء المثليين كعائلة. في مايو 2012، أصدرت المحكمة الدستورية حكماً لصالح تبني طفلين للأمريكي، تشاندلر بور، الذي كان على وشك فقد حضانتهما لأن المؤسسة المسؤولة عن تنفيذ إجراءات التبني رأت أنه كان يخبئ توجهه الجنسي. منذ ذلك الحين، لا يمكن للمؤسسة أن يسأل عن التوجه الجنسي للشخص عندما يرغبون في التبني بشكل فردي. منذ عام 2014، يمكن للشركاء المثليين تبني الطفل البيولوجي لشريكهم. في 4 نوفمبر 2015، قضت المحكمة الدستورية في حكم 6 قضاة لصالح قاضيين ضد (6-2) لصالح حقوق التبني المشتركة للمثليين، وأصدرت المحكمة تعليمات إلى وكالات التبني بعدم التمييز ضد الأزواج والشركاء المثليين عند تقديم خدمات التبني. وقال معارضو الحكم إنهم سيحاولون قلبه. بحلول 31 مارس 2016، جمعت حملة ترغب في فرض استفتاء على حقوق التبني للأزواج المثليين 1.8 مليون توقيع، من بينهم 45 عضوًا في الكونغرس. تهدف الحملة إلى إلغاء حكم المحكمة الدستورية الصادر في نوفمبر 2015، والذي سمح بتبني الأطفال من قبل الأزواج المثليين. ومع ذلك، يجب أن يتم قبول التوقيعات أولاً من قِبل مسجل كولومبيا، ثم يذهب الاقتراح إلى الكونغرس حيث يتعين مناقشته وإقراره بالأغلبية في كلا المجلسين، مرتين. أخيرًا، يجب أن تتم الموافقة على الاقتراح من قبل المحكمة الدستورية، وهي المحكمة ذاتها التي تسعى الحملة إلى الطعن في سلطتها. في مايو 2017، قررت لجنة تابعة للكونغرس، في تصويت 20 لصالح مقابل 12 صوتًا ضد (20-12)، لتأجيل الاقتراح. وقد أشاد بهذه الخطوة الرئيس خوان مانويل سانتوس، الذي أعلن في وقت سابق معارضته لهذا الاقتراح.

### التسجيل القانوني للأطفال
في 12 نوفمبر 2015، قضت المحكمة الدستورية بأنه يجب السماح للأزواج المثليين بتسجيل الأطفال حديثي الولادة من قبل كلا الوالدين، مع شهادات الميلاد التي تدرج اثنين من الأمهات أو اثنين من الآباء. في حكم 5 قضاة لصالح مقابل قاضيين اثنين ضد (5-2)، أعطت المحكمة السجل المدني الوطني 30 يومًا لتغيير قوانينه بحيث يمكن تسجيل الأطفال في الأزواج المثليين. تم رفع القضية من قبل اثنين من الرجال المثليين الذين لم يتمكنوا من تسجيل التوأم الوليد. وقالت تقارير وسائل الاعلام المحلية ان الأطفال ولدوا في الولايات المتحدة عبر تأجير الأرحام. وبحسب ما ورد حصلوا على الجنسية الأمريكية ووثائق لكن لم يتم تسجيلهم في كولومبيا. مع هذا القرار، تعترف المحكمة بأن الأزواج المثليين قد يكونون أبوين بيولوجيين للأطفال إذا تم الإنجاب في عمليات التلقيح الصناعي. قد يؤثر هذا القرار أيضًا على الأطفال المتبنين من قبل الأزواج والشركاء المثليين.

## الهوية الجندرية والتعبير عنها
في 4 يونيو 2015، أصدرت الحكومة مرسومًا لتبسيط العملية التي يمكن للأفراد من خلالها تغيير جنسهم بشكل قانوني. ألغى المرسوم، الذي وقّعت عليه وزارة العدل ووزارة الداخلية، الحاجة إلى إجراء فحوصات نفسية أو جسدية لإثبات الهوية الجندرية للفرد.

## الحماية من التمييز
في عام 2011، أقر الكونغرس مشروع قانون يعاقب على التمييز على أساس التوجه الجنسي. حدد القانون السجن لمدة تتراوح بين سنة وثلاث سنوات وغرامات اقتصادية للأشخاص الذين يمارسون التمييز ضد مجموعات مختلفة بما في ذلك مجتمع المثليين.
ينص القانون أيضًا على زيادة العقوبات عند تنفيذ التمييز في مكان عام، أو عندما يتم تنفيذه من خلال وسائل الإعلام الجماهيرية، إذا تم تنفيذ هذا الفعل من قبل موظف عمومي، عندما تحرم الأعمال القائمة على التمييز شخصًا من حقوقه العمالية أو في توفير الخدمة العامة. يتم تخفيض العقوبة إذا اعتذر الشخص الذي ارتكب فعل التمييز علانية.

### التمييز في المدارس
في أغسطس 2014، انتحر طالب يدعى سيرجيو أوريغو لأنه تعرض للتمييز من قبل سلطات المدرسة التي درس فيها. قدمت والدته دعوى قضائية بعد عدة طعون وصلت إلى المحكمة الدستورية. حكمت المحكمة لصالح أسرة أوريغو، قائلة إن الحقوق في الكرامة والتعليم والمساواة وعدم التمييز، والنمو المجاني للشخصية والخصوصية والإجراءات القانونية الواجبة والعدالة والجبر والسمعة الطيبة قد انتهكت. كما أمرت المحكمة المدرسة بالإفصاح العام وأمرت وزارة التعليم بأن تقوم خلال عام بمراجعة «أدلة التعايش». (القواعد التي تحكم العلاقات بين الطلاب أنفسهم وغيرهم من أعضاء المجتمع التعليمي) في جميع المدارس في البلاد بحيث لا تحتوي على مقالات تميز ضد الأطفال بسبب توجههم الجنسية أو هويتهم الجندرية. مع هذا الحكم، لا يمكن للكليات في جميع أنحاء البلاد التمييز ضد الطلاب بسبب توجههم الجنسي.

## المرسوم الحكومي
أصدرت وزارة الداخلية الكولومبية في ربيع عام 2016 مرسومًا رئاسيًا ينص على سياسة واسعة من الالتزامات الإجرائية للمؤسسات الحكومية والكيانات الإقليمية فيما يتعلق بحقوق المثليين. تدعو الوثيقة إلى إنشاء لجنة مشتركة بين القطاعات لضمان حقوق مجتمع المثليين. يتناول المرسوم على وجه التحديد حقوق المثليين في كولومبيا في التعليم العام والرعاية الصحية والسجون وكضحايا للنزاع المسلح. يوضح النص أن «الكيانات الوطنية قد لا ترفض الاعتراف بأن الزوجين المثليبن يمكن أن يشكلا عائلة، وبالتالي، يمكن أن يتمتعوا بالحماية الدستورية والمساواة في الفرص المتاحة للأسر الأخرى».
في مايو 2018، أصدر الرئيس خوان مانويل سانتوس مرسومًا تنفيذيًا يأمر وزارة الداخلية بالمزيد من ضمان حقوق المثليين في القطاع الاجتماعي، لا سيما في الصحة والتعليم والعمل والسكن والترفيه والرياضة والثقافة، فضلاً عن إنشاء برامج الدعم.

## الحق في التعبير عن المودة في الأماكن العامة
أصدرت المحكمة الدستورية في كولومبيا عدة أحكام تحمي حق المثليين ومزدوجي التوجه الجنسي في التعبير عن أنفسهم في الأماكن العامة، بما في ذلك الحق في التعبير عن المودة أو الحب لشركائهم. في عام 1994، رفضت المحكمة رفض المجلس الوطني للتلفزيون عرض إعلان تجاري يضم شريكين مثليين. وأعقب هذا الحكم أشخاص آخرون مثل تي-268 لعام 2000، حيث رفضت المحكمة من رئيس بلدية نيفا لمنعه مسيرة فخر المثليين؛ تي-301 لعام 2004، الذي أمر بتوقف شرطة سانتا مارتا عن مضايقة المثليين الذين يزورون ممر المدينة؛ تي-314 لعام 2011، الذي حلل رفض فندق تيكينداما السماح بالوصول إلى حدثين مثليين ليتم عقدهما في مرافقه. في هذا الحكم، حثت المحكمة الحكومة على وضع سياسة وطنية تراعي مجتمع المثليين.
أمر حكم تي-909 لعام 2011 مسؤولي الوصاية في مركز كوزموسنترو التجاري في كالي وشركتها الأمنية بإجراء دورة لتعلم عدم قمع مجتمع المثليين عندما يعبرون عن مشاعرهم في العلن.

## الخدمة العسكرية
في عام 1999، أثبتت المحكمة أنه يمكن للمثليين ومزدوجي التوجه الجنسي أن يخدموا في الجيش وأن التوجه الجنسي لا ينبغي أن تكون سببًا لمنع أي شخص من دخول الجيش. أعلن الحكم سي-507 لعام 1999 عدم دستورية القاعدة العسكرية التي تحظر ارتكاب «الأفعال المثلية».
منذ عام 2015، يمكن للمرء أن يخدم علنا داخل الجيش الكولومبي، بغض النظر عن الهوية الجندرية للشخص.

## التبرع بالدم
في عام 2012، وجدت المحكمة الدستورية أن توجه الشخص الجنسي لا يمكن أن يكون معيارًا لمنع التبرع بالدم، ولهذا السبب أمرت المحكمة وزارة الصحة والحماية الاجتماعية بتغيير اللوائح الحالية التي تنص على أن الأشخاص ذوي التوجه الجنسي المثلي لا يمكنهم التبرع بالدم لأنهم يعتقد أن لديهم خطر كبير من الإصابة بفيروس نقص المناعة البشرية. أمرت المحكمة وزارة الصحة بضرورة معالجة اللوائح المتعلقة بالتبرع للتحقق من وجود مستويات عالية أو منخفضة من المخاطر وتحديدها وفقًا للسلوك الجنسي للشخص، وأن التوجه الجنسي لا يشكل في حد ذاته خطرًا بحكم الواقع ولكنها تشكل تمييزًا.

## ظروف الحياة
ووفقا لتقرير في صحيفة واشنطن بوست، لدى بوغوتا وميديجين أحياء مثلية مزدهرة وحانات يرعاها مثليون علنا ومركز يقدم المشورة والنصح القانوني لأفراد مجتمع المثليين. أيد السياسيون المحليون، ومن بينهم رئيس البلدية السابق لويس إدواردو غارسون وأعضاء بارزون في الكونغرس مثل السيناتور أرماندو بينيديتي، الحملة الرامية إلى إعطاء المزيد من الحقوق للأزواج من نفس الجنس. دعمت حكومة الرئيس السابق خوان مانويل سانتوس دعمًا لحقوق المثليين، حيث يوجد فيها وزيران مثليان بشكل علني. أيضا، فإن لدى وسائل الإعلام الرئيسية تغطية شاملة لمجتمع المثليين. في السنوات القليلة الماضية، ظهرت شخصيات من مجتمع المثليين في المزيد والمزيد من البرامج التلفزيونية والمسلسلات التلفزيونية الطويلة خاصةً مشهد حب مثلي في المسلسلات التلفزيونية الطويلة في وقت الذروة «الدكتور مارتا» (بالإسبانية: Dr Mata)‏ ومشهد مثلي في مسلسل «القلب المفتوح» (بالإسبانية: A Corazon Abierto)‏. على الرغم من الدعم المقدم من وسائل الإعلام، فإن الحكومة، والعديد من السياسيين، لايناقشون القوانين التي تمنح حقوقًا متساوية للمثليين والمتحولين جنسياً وليسوا منفتحين أكثر حول حقوق المثليين، إلا أن المجتمع الكولومبي لا يزال محافظًا بشكل عام بشأن هذه المسألة.
على الرغم من أن معظم الكولومبيين يعارضون زواج المثليين وفقًا لاستطلاعات الرأي الأخيرة، إلا أن عددًا أكبر من الناس مرتاحون بشكل علني بتعريف أنفسهم كونهم من مجتمع المثليين، كما يتضح من ظهور منشورات جديدة على الإنترنت للجمهور مثل OutinColombia.com و egoCity Magazine
نشرت بلانيت روميو، وهي شبكة اجتماعية للمثليين، أول مؤشر السعادة للمثليين (GHI) في شهر مايو من عام 2015. وسُئل الرجال المثليون من أكثر من 120 دولة حول شعورهم حيال نظرة مجتمعاتهم للمثلية الجنسية، وكيف يواجهون الطريقة التي يُعاملون بها من قبل أشخاص آخرين ومدى رضاهم عن حياتهم. احتلت كولومبيا المرتبة 38 مع نتيجة بلغت 51 على مؤشر السعادة.
أظهر استطلاع جديد أجري في الفترة بين نوفمبر وديسمبر 2016 أن التأييد لزواج المثليين كان 37%، في حين عارضه 59%. كان تأييد تبني المثليين للأطفال 22% فقط، بينما عارضه 76%. أظهر استطلاع آخر عام 2016 تأييد زواج المثليين بنسبة 40% مقابل معارضة 57%. أظهر استطلاع عام 2018 أن 46% من الكولومبيين يؤيدون زواج المثليين، بينما كان 52% ضده.

## ملخص
| قانونية النشاط الجنسي المثلي                                                                  | (منذ عام 1981)                    |
| المساواة في السن القانوني للنشاط الجنسي                                                       | Yes                               |
| قوانين مكافحة التمييز في التوظيف                                                              | (منذ عام 2011)                    |
| قوانين مكافحة التمييز في توفير السلع والخدمات                                                 | (منذ عام 2011)                    |
| قوانين مكافحة التمييز في جميع المجالات الأخرى (تتضمن التمييز غير المباشر، خطاب الكراهية)      | (منذ عام 2011)                    |
| قوانين مكافحة أشكال التمييز المعنية بالهوية الجندرية                                          | No                                |
| الحق في التعبير عن المودة في الأماكن العامة                                                   | (محمي بقرار من المحكمة الدستورية) |
| زواج المثليين                                                                                 | (منذ عام 2016)                    |
| الاعتراف القانوني بالعلاقات المثلية                                                           | (منذ عام 2007)                    |
| السماح للشخص العازب بالتبني بغض النظر عن توجهه الجنسي                                         | (منذ عام 2012)                    |
| تبني أحد الشريكين للطفل البيولوجي للشريك الآخر                                                | (منذ عام 2014)                    |
| التبني المشترك للأزواج المثليين                                                               | (منذ عام 2015)                    |
| يسمح للمثليين والمثليات ومزدوجي التوجه الجنسي والمتحولين جنسيا بالخدمة علناً في القوات المسلحة | (منذ عام 1999)                    |
| الحق بتغيير الجنس القانوني                                                                    | Yes                               |
| الحق بتغيير الجنس دون الحاجة إلى الجراحة أو علاج الهرمونات                                    | (منذ عام 2015)                    |
| "محايد" أو مساحة فارغة فيما يتعلق بخانة الجنس في شهادات الميلاد                               | (منذ عام 2015)                    |
| علاج التحويل محظور على القاصرين                                                               | No                                |
| الحصول على أطفال أنابيب للمثليات                                                              | Yes                               |
| الأمومة التلقائية للطفل بعد الولادة                                                           | (منذ عام 2015)                    |
| تأجير الأرحام التجاري للأزواج المثليين من الذكور                                              | [ 39 ]                            |
| السماح للرجال الذين مارسوا الجنس الشرجي التبرع بالدم                                          | (منذ عام 2012)                    |